# Кельчава
Кельчава (пол. Kielczawa) — давнє лемківське село на перетині етнічних українських територій Лемківщини і Бойківщини. Зараз знаходиться в Польщі, у гміні Балигород Ліського повіту Підкарпатського воєводства. Розташоване в пасмі гір Західних Бескидів, недалеко від кордону зі Словаччиною та Україною. Населення — 45 осіб (2011).

## Історія
Село було засноване до 1552 року на волоському праві і належало роду Балів. Біля села протікає струмок Мхава, один з притоків Гочевки.
Кільчава (Kiełczawa) — перша назва, що означає «очищення від зрубаних дерев».

### Церква Св. Архангела Михаїла

Церква Архангела Михаїла у вересні 1935 р.

Про першу церкву обмаль даних. Відомо, що вона вже діяла під кінець 16 ст. Наступна церква була побудована в 1761 р. В 19 ст. належала до приходу церкви в с. Мхава Балигородського Деканату. Остання була побудована в 1837 році, дерев'яна, філіальна. В 1895 р. іконостас малював Володимир Павліковський. Ремонти церкви були проведені в роках — 1899, 1928, 1936. Церква була знесена в 1953 році, збереглися два хрести з кованого заліза і сходи. На півн.-захід від церкви була кам'яна дзвіниця, збудована в 19 ст. Розібрана в 1980 р. Також була збудована в 19 ст. капличка. З давніх часів також збереглися дві цеглини від каплиці дев'ятнадцятого століття і велика липа. Церковний цвинтар занедбано, але в 2000-х роках огороджено.

## Демографія
Демографічна структура станом на 31 березня 2011 року:
|          | Загалом | Допрацездатний вік | Працездатний вік | Постпрацездатний вік |
| -------- | ------- | ------------------ | ---------------- | -------------------- |
| Чоловіки | 23      | 6                  | 14               | 3                    |
| Жінки    | 22      | 9                  | 8                | 5                    |
| Разом    | 45      | 15                 | 22               | 8                    |

В 1785 р. селу належало 3.58 кв км земельних угідь і проживало 111 греко-католиків, 5 римо-католиків.
В 1787 року в австрійських кадастрових записах міститься 144 прізвища родин, які проживали в селі.
1840 — 135 греко-катол.,
1859 — 138 греко-катол.,
1879 — 125 греко-катол.,
1899 — 178 греко-катол.,
1921 — в 36 будинках 186 жителів (175 греко-католиків , 2 католики і 9 юдеїв).
1926 — 208 греко-катол.,
1936 — 224 греко-катол.
В 1939 р. в селі було переважно лемківське населення: з 260 жителів — 235 українців-грекокатоликів, 10 українців-римокатоликів і 5 поляків. З 1919 по 1939 роки село входило до складу Ліського повіту Львівського воєводства Польської Республіки.
Після Другої світової війни всі українські родини були піддані етноциду: більшість насильно вислані в СРСР, деякі — на Північ Польщі під час операції «Вісла».
Сьогодні тут живе близько 50 осіб, які повернулися після 1956 р. з півночі Польщі.